# Adonis primaveral
L'adonis primaveral (Adonis vernalis) és una planta herbàcia que pertany a la família de les ranunculàcies, amb una gran quantitat de principis actius, cosa que la fa molt verinosa; es fa servir en la producció de medicaments. El seu origen sembla asiàtic i d'Europa meridional, oriental i central. És una planta fàcil de reconèixer, però a la vegada pot ser confosa amb altres espècies.
L'Adonis és un gènere d'herbàcies perennes i anuals que conté unes 20 espècies, que es cultiven per les seves flors, que criden l'atenció. Poden arribar a una altura de fins a 30 cm i tenen fulles alternes, finament retallades; les flors solen ser vermelles en les espècies anuals i grogues en les perennes. L'Adonis de primavera és una espècie perenne que fa flors grogues. En català també rep els següents noms populars: adonis vernal, gota de sang, ull d'àngel i ull de perdiu.
El nom Adonis vernalis prové de la llegenda grega del caçador Adonis. La seva amant, Venera Afrodita, va regar aquestes plantes florides amb la seva sang.

## Hàbitat i distribució

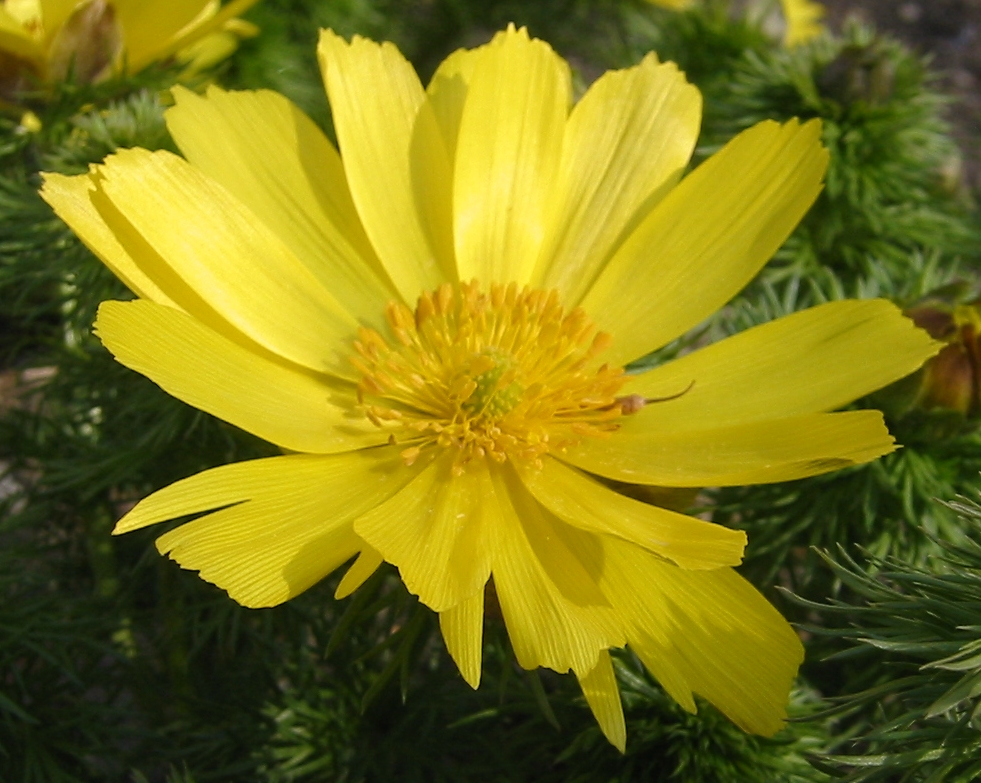
Flor dAdonis vernalis

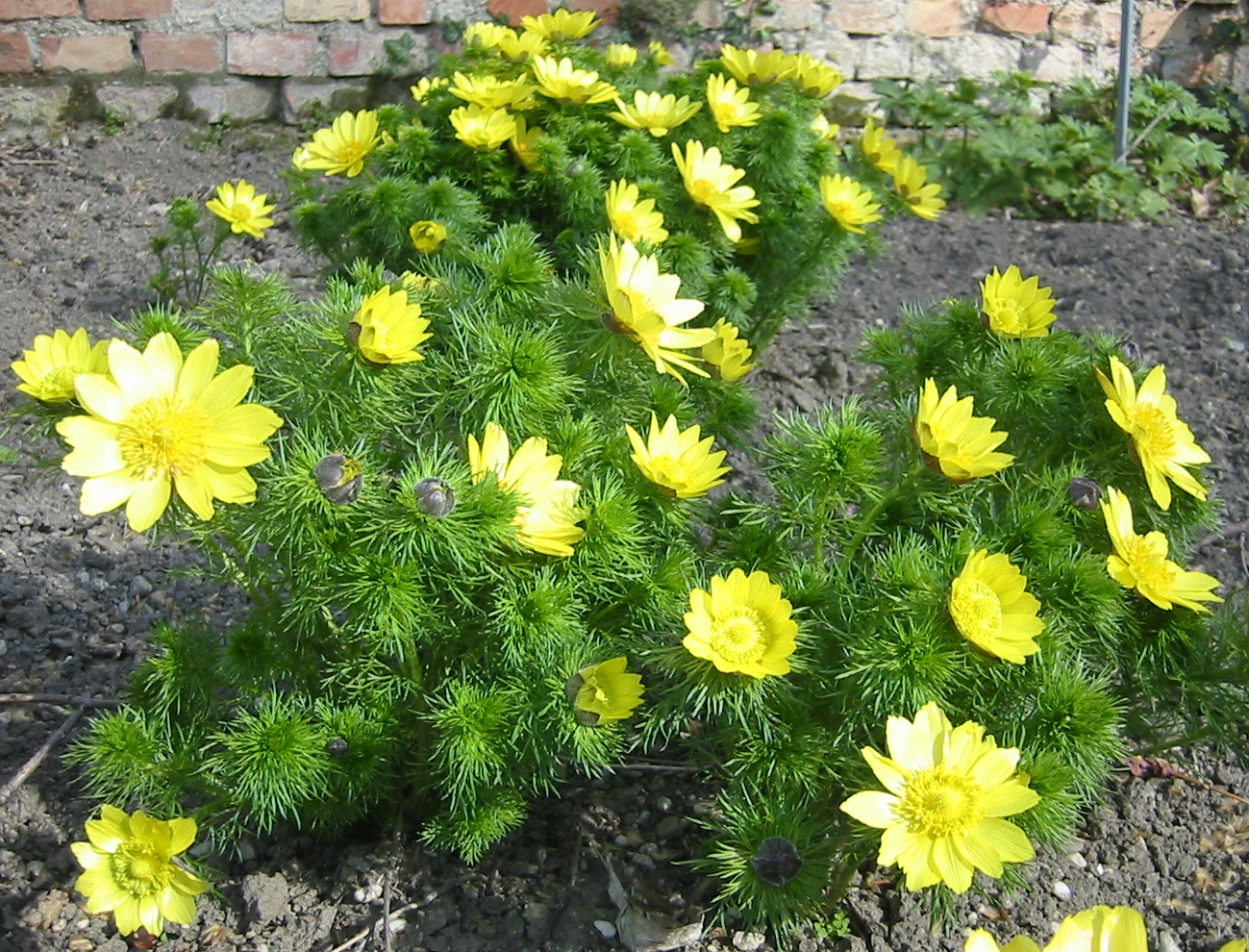
Cultiu dAdonis vernalis al Jardí Botànic de Viena, Àustria

Es distribueix principalment al llarg de la regió oriental d'Europa central, a través de l'Europa oriental, meridional i de la Sibèria occidental; arriba fins a la regió de Jennisei. A l'Europa central i oriental, l'àrea de distribució s'interromp i l'espècie creix únicament en alguns llocs aïllats, en hàbitats principalment azonals que van des de la Suècia sud-oriental fins a la península Ibèrica sud-oriental.
Es troba en pastures de zones muntanyoses, prades seques, pendents assolellats i terrenys pedregosos de la conca de l'Ebre, muntanya de Conca, monte de la Abadesa (Burgos) i serra d'Alfacar (Granada).
Viu sobre substrats calcaris, a vegades en llocs amb ombra, orientats cap al nord. Sol trobar-se en el sotabosc de formacions arbòries o arbustives, constituïdes per alzines, gavarreres, entre d'altres; entre 1.400 i 1.700 metres d'altitud, al pis supramediterrani. Pot créixer també en boscos poc frondosos i en boscos de pins. Prefereix els hàbitats calorosos a l'estiu i assolellats o, almenys, semiombrejats, on la terra s'escalfa fàcilment i la planta pot brotar al començament de la primavera.

## Morfologia
Planta herbàcia, amb un rizoma petit de color negre, d'aquest surten nombroses arrels del mateix color; té un tall ferm, densament recobert de fulles alternes, assegudes i amb segments linears; amb una flor vistosa amb els pètals grocs, que fa de 4 a 8 cm de diàmetre amb calze pubescent de 5 sèpals, corol·la de 10 a 20 peces lliures de forma elipsoovoide de color groc intens i nombrosos estams; és hermafrodita, solitària i terminal, té fruits de color verdós. Les tiges són aèries, fan de 10 a 45 cm amb fulles alternes dividides en lacínies estretes, bipinnatisectes. Les basals, sense limbe desenvolupat, estan reduïdes a escates protectores blanques. Gineceu apocàrpic amb nombrosos carpels. L'androceu, amb les anteres negre-violat, el connectiu i les teques grogues pel pol·len. D'acord amb la forma vital de Raunkjaer es pot considerar un hemicriptòfit, ja que els meristemes es troben just arran de terra en l'estació desfavorable. La planta floreix a la primavera, durant les primeres setmanes, i la flor s'obre completament en dies clars i amb sol.
Hi ha una espècie molt semblant, endèmica dels Pirineus i la serralada Cantàbrica, és Adonis pyrenaica DC, que es pot diferenciar d'aquesta perquè les fulles basals tenen limbe desenvolupat (no reduïdes a escates protectores).

## Farmacologia

### Principis actius
Per a ús medicinal se'n recullen les parts aèries, deixant les parts inferiors. L'assecat convé fer-lo per flux d'aire calent, sense sobrepassar els 60 °C; un cop estan totalment lliures d'humitat cal guardar-les en recipients hermètics; es poden conservar fins a un màxim de dos anys.
Els principis actius que presenta la planta són heteròsids cardiotònics de tipus cardenòlid (0,1-0,4%): cimarósid, adonitoxòsid. També presenta sals minerals, àcids orgànics, carotenoides i flavonoides com l'adonivernitina. Els cardenòlids li confereixen propietats cardiotòniques, antiarrítmiques i diürètiques, acció reforçada per la presència de flavonoides.
Cal destacar un glucòsid; adonidosid, que té les propietats de tònic cardíac i adonivernosid, que té efecte diürètic i dilata els vasos sanguinis. L'avantatge d'aquests dos principis actius és que cap d'ells s'acumula a l'organisme. En tenir també un efecte sedant sobre el sistema nerviós estan indicats en tos rebel, atacs d'asma i crisis epilèptiques; sempre, però, sota control mèdic.

### Usos medicinals
- Insuficiència cardíaca congestiva
- Taquicàrdia
- Arrítmies
- Extrasistolia
- Períodes de descans de tractaments digitàlics
- Hipotensor
- Miocarditis
- Antiepilèptic
- Diürètic moderat
- Sedant

### Accions farmacològiques
Els cardenòlids li confereixen propietats cardiotòniques, antiarrítmiques i diürètiques, acció reforçada per la presència de flavonoides.

### Contraindicacions
És contraindicat el seu ús en cas de tractaments amb heteròsids cardiotònics, quinidina, laxants antraquinònics o diürètics tiazídics; ja que es pot produir una potenciació de la seva acció i en cas de sobredosi una inversió de l'efecte cardiotònic.

### Administració
La prescripció i la dosificació d'aquesta planta s'ha de deixar en mans del personal autoritzat, ja que és una planta altament tòxica a causa de la presència de glucòsids cardiotònics, és a dir, que la dosi farmacològica i la dosi tòxica són properes. S'ha de tenir en compte el contingut alcohòlic de l'extracte fluid i de la tintura. No es recomana l'ús casolà d'aquesta planta, ni en forma de decocció ni com infusió. En alguns casos, quan un pacient ha d'estar durant llarg temps en tractament amb compostos digitàlics, i per evitar els problemes d'acumulació de digital a l'organisme, sembla permesa la substitució d'adonis per digital.

## Observacions

### Cultiu
Fins i tot en l'actualitat, el cultiu comercial se'n practica amb objectius ornamentals i homeopàtics.No n'hi ha una demanda considerable en cap d'aquests dos sectors i la reproducció acostuma a ser vegetativa. Algunes empreses homeopàtiques d'Alemanya practiquen els seus propis cultius. Això els permet satisfer la poca demanda interna existent d'alguns quilograms de material vegetal fresc cada any. Una empresa que en produeix anualment 50 kg de tintura pura sense transformar va declarar que necessitava 10 kg de material vegetal fresc. Aquesta quantitat podria obtenir-se arrencant-se uns 100 espècimens cultivats. En la pràctica, el nombre d'espècimens cultivats ha de ser més elevat, ja que no és possible recollir cada brot del grup. Segons les dades disponibles, una única empresa alemanya ofereix a la venda herba d'Adonis fresca en petites quantitats. Fins i tot actualment han fracassat els múltiples intents d'aconseguir un cultiu a gran escala d'Adonis vernalis amb finalitats medicinals i, pel que sembla, el cultiu dins d'un sistema agrícola no és rendible. Entre les múltiples raons d'això poden citar-se aquestes: I) La germinació, poc fiable, és diferent, lenta i de baixa capacitat (20-50%), II) La viabilitat de les llavors disminueix molt ràpidament; III) Les llavors són cares i difícils d'obtenir; IV) En general, el creixement és molt lent i les plantes necessiten almenys 4-5 anys per madurar; pel que sembla, la planta acaba de florir plenament en el seu tercer o quart any de vida; V) És necessari efectuar una gran quantitat de manipulacions, cosa que incrementa el cost del cultiu; la reproducció per divisió vegetal no és possible en el cultiu a gran escala d'Adonis vernalis en el sector fitomedicinal.

### Conservació
En correspondència amb Lange (1998, Europe's medicinal and aromatic plants: their us trade and conservation) les seves poblacions estan declinant en diversos països europeus a causa de la sobreexplotació per a ús tant ornamental com medicinal. La matèria primera que es comercialitza prové de poblacions silvestres, perquè no existeixen cultius d'aquesta espècie en explotació; la part més gran procedeix de Romania, Rússia, Ucraïna i Bulgària (en l'actualitat sembla que ja no es comercialitza en aquests dos últims estats). Es considera extinta a Itàlia i als Països Baixos, i està protegida legalment a Alemanya, Bulgària, Eslovàquia, França, Hongria, Romania, Suècia i Suïssa. El comerç internacional d'aquesta espècie està sotmès a mesures de control dintre de la Unió Europea (inclosa en l'annex D de la Regulació del Consell núm. 338/97, i se'n requereix una notificació particular d'importació).
A l'estat espanyol només estan sota protecció estricta algunes poblacions d'aquesta espècie a Catalunya (Decret 328/1992, DOGC 1 de març de 1993). En qualsevol cas, en no ser-hi una planta abundant, no hauria de recollir-se amb fins comercials.

### Curiositats
És verinosa per al bestiar. Es diu que la seva toxicitat és tan elevada que les vaques i les cabres que la consumeixen poden transmetre aquesta toxicitat a les persones a través de la llet.